# محمية عايد
محمية عايد «الثورة» تعتبر من أهم مقاصد السياحة البيئية في محافظة الرقة. وجأت التسمية لانها من أراضي عايد هي عبارة عن جزيرة صُنعية تشكلت بعد بناء سد الفرات، وتقع ضمن بحيرة الأسد، وترتبط بضفاف البحيرة بطريق معبد بطول /2/كم وعرض /10/م وتبعد عن الطريق العام الواصل بين «حلب» – «الرقة» بحدود /9/كم، وتبعد عن «الرقة» نحو /65/كم، وتبلغ مساحتها /590/ هكتاراً، وتمتلك الجزيرة مقومات الحماية الطبيعية بسبب انخفاض التكاليف المخصصة لحمايتها وذلك لإحاطة الماء بها (عدا المدخل الرئيسي).
```
طبيعة تضاريسها المتعددة والمختلفة (
وادي
- 
خليج
 – 
سهل
 – تلة).
امتلاكها للأوابد التاريخية (
قصور بنات أبو هريرة
).
```

ارتفاع المحمية عن سطح البحر بين /304 ـ 365/
إمكانية إعادة تأهيل الحياة الطبيعية النباتية والحيوانية بالجزيرة، والظروف المناخية الجديدة التي تشكلت بعد بناء سد «الفرات» وتشكل بحيرة الأسد.
ومن فوائد محمية عايد حماية الغطاء النباتي والحيوانات البرية وكذلك تعديل المناخ والاستفادة منها في السياحة وإعادة التوازن البيئي للمنطقة.وتخفيف آثار الرياح الشديدة العمل على جعلها مخبراً علمياً لأصحاب الاختصاص لإجراء دراساتهم وأبحاثهم المختلفة، والاستفادة من الموقع بمجال السياحة البيئية، تم بناء مرافق عامة ومغاسل، وتعبيد الساحة العامة، وإشادة أرصفة، وبناء مقاعد وطاولات حجرية، وتركيب أسيجة، وحواجز خشبية، وتركيب أجهزة إنارة، وبناء مظلة لاستراحة الزوار، وزراعة أشجار الزينة، وتعشيب الموقع العام، وبناء مظلات، وبناء جدر استنادية بجوار الاستراحة، وترقيع المساحات الجرداء.
تقع محمية عايد البيئية في ضمن مشروع تشجير ضفاف البحيرة، وهي مزروعة بالعديد من الأنواع النباتية الشجرية منها الصنوبر الحلبي والصنوبر البيروتي ولسان الطير والزيزفون والدفلة والسرو، كما تحتوي المحمية على أشجار الزيتون والفستق الحلبي والروبينيا، والكازورينا،، والعفص، والدردار السوري والتين، والمشمش، والعنب، والنخيل.
أهم الأنواع النباتية الموجودة في المحمية هي: الشيح، والعاقول، والحلوان، والقيصوم، وعنب الدب، والحرمل، وكعوب الأباعر، والسوسن البري، والصبار، بالإضافة إلى البابونج، والخبيزة، والخشخاش، والنعناع البري، والزعتر البري، والحلبان، والشوفان البري، وكيس الراعي، وأنواع أخرى عديدة.
```
وقبل الاحداث كان يوجد بها بعض أنواع 
الغزلان
 وإطلاق أعداد كبيرة من مختلف أنواع الطيور في المحمية كطيور «
الحجل
» و«
القطا
» و«
الدراج
»، واستقطاب الحمام البري عبر إنشاء برج يتألف من /3150/ مسكناً صغيراً لإيواء الطيور. والدجاج الفرعوني، والدراج، والإوز، والنورس الفضي، والبلشون الرمادي، وصياد السمك الأخضر، والحمام الأزرق، والغراب الأبقع، وأبو الحسن، والبلشون الأبيض الكبير.
```

وتوجد ضمن حرم المحمية المائي أسماك الكارب، والرومي، والفرخ، والبني، والجريصي، والبوري، والجري، إضافة إلى أنواع أُخرى.
وبها الثعالب وابن آوى والصقور التي يلاحظ وجودها في فصل الخريف بصورة خاصة، كما أن الشروط المناخية ساعدت الطيور المهاجرة العابرة للتوافد للمحمية، ومنها الحمام علماً أن المحمية تحتضن العديد من الطيور المستوطنة مثل النورس والغطاس والحمام الأزرق والعصفور الدوري